# Laz
Laz – miejscowość i gmina we Francji, w regionie Bretania, w departamencie Finistère.
Według danych na rok 1990 gminę zamieszkiwało 706 osób, a gęstość zaludnienia wynosiła 20 osób/km² (wśród 1269 gmin Bretanii Laz plasuje się na 718. miejscu pod względem liczby ludności, natomiast pod względem powierzchni na miejscu 194.).